# Pierre Dormeuil
Pierre Joseph Dormeuil, född 11 maj 1887 i Croissy-sur-Seine, Seine-et-Oise, död 1 september 1976 i Senlis, Oise, var en fransk skeletonåkare. Dormeuil tävlade i skeleton vid olympiska vinterspelen 1928 i Sankt Moritz. Han bröt sina två lopp han åkte och kom på tionde och sista plats.